# Dalibor Bagarić
Dalibor Bagarić (Munique, 7 de fevereiro de 1980) é um ex-jogador croata de basquete profissional que atuou na  National Basketball Association (NBA). Foi o número 24 do Draft de 2000.